# Пискунова, Елена Витальевна
Еле́на Вита́льевна Пискуно́ва (узб. Yelena Vitalyevna Piskunova; род. 2 августа 1980 года, Самарканд, Самаркандская область, Узбекская ССР) — узбекская легкоатлетка в беге на 400 метров, мастер спорта Республики Узбекистан Международного класса, принимала участие в летних Олимпийских играх.

## Карьера
Елена Пискунова родилась в городе Самарканде Узбекской ССР 2 августа 1980 года. Елена начала спортивную карьеру в Школе высшего спортивного мастерства при хокимияте Самаркандской области. Выступала в дисциплине бег на дистанции 400 метров и бег на дистанции 400 метров с барьерами. В 1999 году на Чемпионате Азии по легкой атлетике среди юниоров выиграла серебро в беге на дистанции 400 метров с результатом 54,43. В 2000 году в составе сборной Узбекистана по легкой атлетике принимала участие в XXVII летних Олимпийских играх в Сиднее (Австралия).

## Примечание
1. ↑  World Athletics database
2. ↑  Yelena Piskunova. sports-reference.com. Архивировано из оригинала 13 декабря 2012 года.
3. ↑  Asian Junior Championships. www.gbrathletics.com. Дата обращения: 17 декабря 2019. Архивировано 11 сентября 2018 года.
4. ↑  Elena PISKUNOVA - Olympic Athletics | Uzbekistan (англ.). International Olympic Committee (22 июня 2016). Дата обращения: 17 декабря 2019. Архивировано 17 декабря 2019 года.